# 大江戸温泉物語 山代彩朝楽
大江戸温泉物語　山代彩朝楽（おおえどおんせんものがたり　やま志ろさいちょうらく）は、石川県加賀市にある大江戸温泉物語グループのホテル。

## 概要
2004年8月に湯快リゾートが花月荘を買収し、「彩朝楽」としてオープンした。新たに卓球や漫画、カラオケルームなどを設けた。また、湯快リゾート第一号店である。
他の湯快リゾート施設で彩朝楽が使用されている所は、全て〇〇彩朝楽という名称であったが、当施設は湯快リゾート1号店ということで2024年11月までは「彩朝楽」として運営していた。
2024年11月1日、大江戸温泉物語ブランドに変更となり、施設名も「大江戸温泉物語 山代彩朝楽」となった。

## アクセス
- 北陸新幹線ほか加賀温泉駅より車で約10分